# Райт, Билли
Уи́льям Э́мброуз Райт (англ. William Ambrose Wright; 6 февраля 1924 — 3 сентября 1994), более известный как Би́лли Райт (англ. Billy Wright) — английский футболист, центральный хавбек. Всю свою игровую карьеру провёл в клубе «Вулверхэмптон Уондерерс», также провёл 105 матчей за сборную Англии (90 из них — в качестве капитана). Участник трёх чемпионатов мира.

## Клубная карьера
Всю свою карьеру провёл в клубе «Вулверхэмптон Уондерерс», не считая того периода Второй мировой войны, когда он некоторое время выступал за «Лестер Сити» в качестве гостевого игрока.

## Карьера в сборной
На протяжении 13 лет был капитаном сборной Англии, за которую выступал с 1946 по 1959 год. Стал первым футболистом, сыгравшим 50 матчей за сборную, также первым преодолел рубеж в 60, 70, 80, 90 и 100 матчей.

## Достижения

### Командные
«Вулверхэмптон Уондерерс»
- Победитель Первого дивизиона Футбольной лиги: 1953/54, 1957/58, 1958/59
- Обладатель Кубка Англии: 1949
- Обладатель Суперкубка Англии: 1949, 1954 (разделённые победы)

Сборная Англии
- Победитель Домашнего чемпионата Великобритании (10): 1946/47, 1947/48, 1949/50, 1951/52[a], 1952/53[a], 1953/54, 1954/55, 1955/56[a], 1957/58[a], 1958/59[a]
- Победитель Суперкубка Англии: 1950

### Личные
- Футболист года по версии Ассоциации футбольных журналистов: 1952
- Номинант на Золотой мяч (France Football): 1957 (занял второе место)
- Командор Ордена Британской империи: 1959
- Включён в список 100 легенд Футбольной лиги: 1998
- Включён в Зал славы английского футбола: 2002

## Комментарии
1. 1 2 3 4 5  Разделённая победа в Домашнем чемпионате (победу в турнире одержали две и более сборные).